# Kanton Castillonnès
Castillonnès is een voormalig kanton van het Franse departement Lot-et-Garonne. Het kanton maakte deel uit van het arrondissement Villeneuve-sur-Lot. Het werd opgeheven bij decreet van 26 februari 2014, met uitwerking op 22 maart 2015. Alle gemeenten werden opgenomen in het nieuwe kanton Le Val du Dropt.

## Gemeenten
Het kanton Castillonnès omvatte de volgende gemeenten:
- Cahuzac
- Castillonnès (hoofdplaats)
- Cavarc
- Douzains
- Ferrensac
- Lalandusse
- Lougratte
- Montauriol
- Saint-Quentin-du-Dropt
- Sérignac-Péboudou